# Congomochtherus elferinki
Congomochtherus elferinki är en tvåvingeart som beskrevs av Jason Gilbert Hayden Londt och Tsacas 1987. Congomochtherus elferinki ingår i släktet Congomochtherus och familjen rovflugor. Inga underarter finns listade i Catalogue of Life.